# Pokłon feretronów

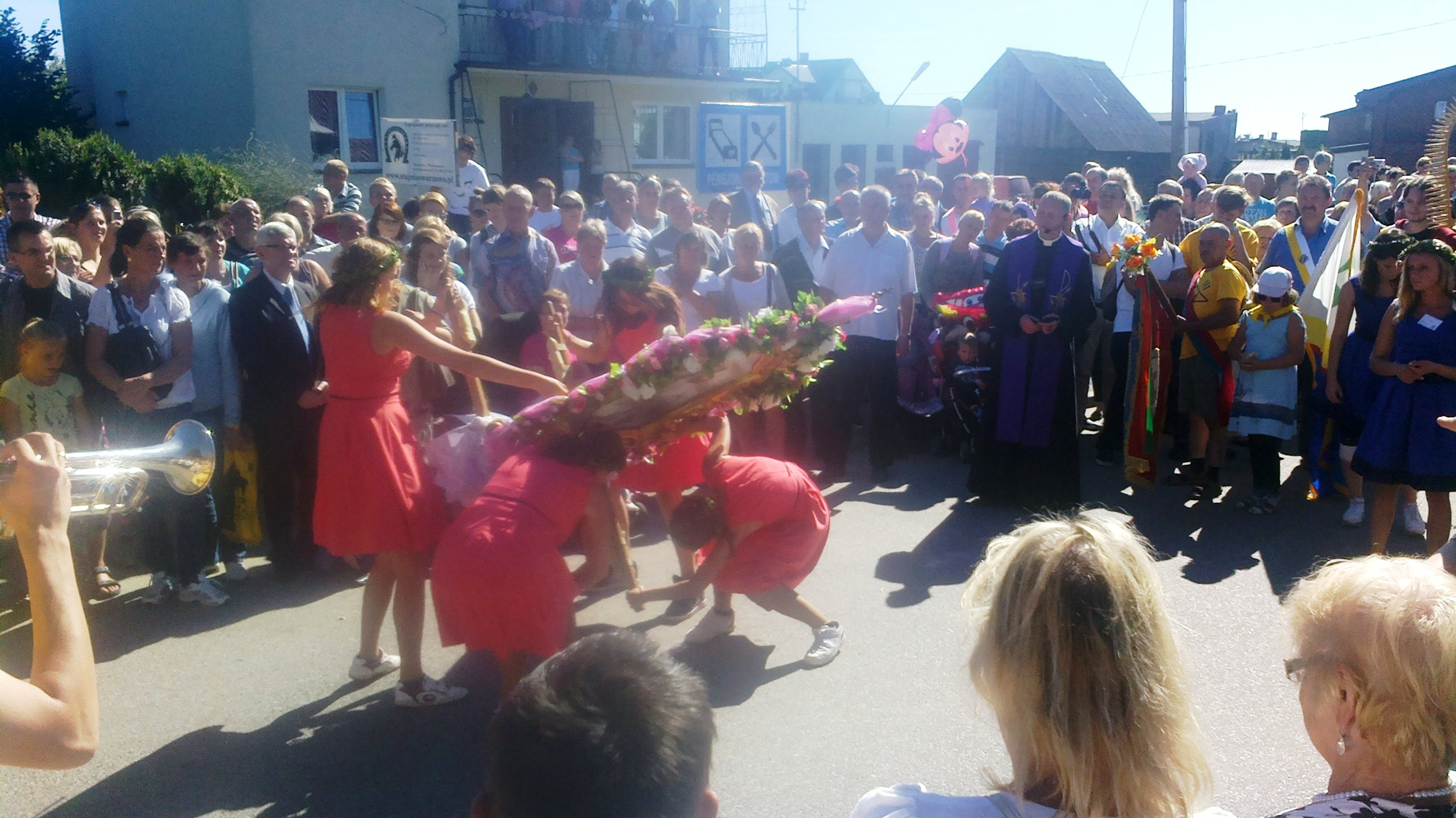
Pokłon feretronu przed kapliczką przydrożną w Swarzewie, 8 września 2013

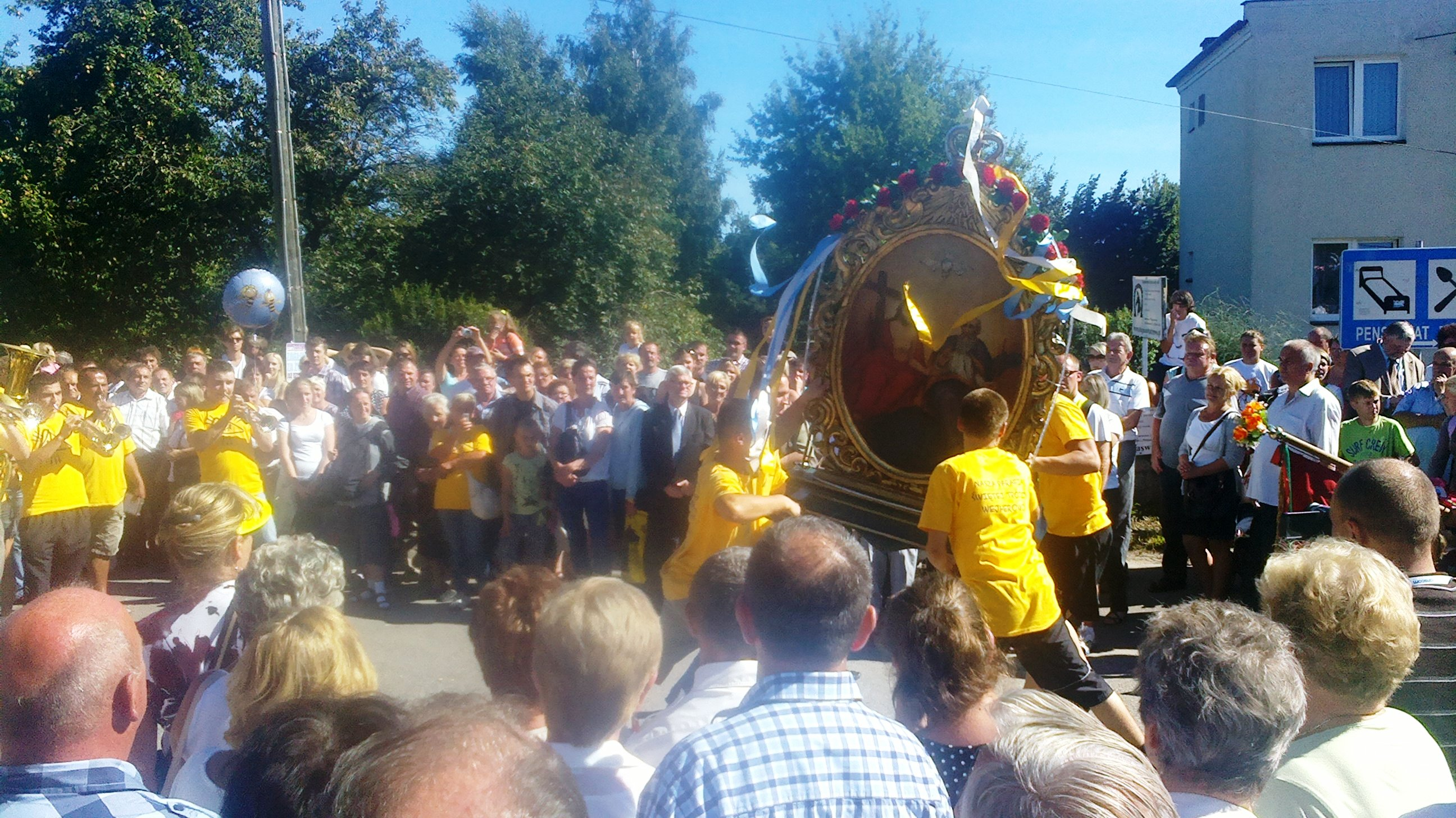
Pokłon feretronu przed kapliczką przydrożną w Swarzewie, 8 września 2013, z lewej strony widoczna orkiestra grająca intradę

Pokłon feretronów – element kaszubskiej tradycji pielgrzymkowej polegającej na „kłanianiu się” (wykonywaniu ruchów) niesionych przez pielgrzymów feretronów świątyniom macierzystym (z których pielgrzymka wyrusza), świątyniom docelowym, krzyżom przydrożnym, kaplicom i kościołom oraz sobie wzajemnie.

## Pokłon
W Wejherowie w ciągu roku odbywa się 5 odpustów: uroczystości mają miejsce w pierwszą niedzielę po święcie Wniebowstąpienia Pańskiego, Trójcy Przenajświętszej, Uzdrowienia Chorych, Wniebowzięcia Najświętszej Marii Panny i Podwyższenia Krzyża Świętego, w Swarzewie odpusty odbywają się w pierwszą niedzielę po święcie Matki Boskiej Szkaplerznej (16 lipca) i święcie Narodzenia Najświętszej Maryi Panny (8 września). Podobne odpusty odbywają się w Wielu, Sianowie, Rumi, Luzinie i Pucku.
Na święta te zmierzają pielgrzymki do sanktuariów w tych miejscowościach: do Kalwarii Wejherowskiej, do sanktuarium Matki Bożej Królowej Polskiego Morza w Swarzewie, do Kalwarii Wielewskiej i Sanktuarium Królowej Kaszub w Sianowie... Pielgrzymki wyruszają z Banina, Bolszewa, Helu, Kartuz, Kosakowa, Luzina, Łebcza, Oksywia, Oliwy, Pucka, Redy, Rumi, Starzyna, Strzelna, Swarzewa, Szemuda, Wejherowa, Władysławowa, Żukowa i prawie z wszystkich parafii zachodniej części archidiecezji gdańskiej.
Kulminacyjnym punktem uroczystości jest zakończenie mszy odpustowej i następujący po niej ceremoniał pożegnania pielgrzymów, czyli uroczyste pokłony feretronów. Delegacje z poszczególnych parafii ustawiają się w kolejności wymarszu pielgrzymek z danego sanktuarium (najczęściej z Wejherowa, Sianowa, Swarzewa i Wiela). Każda delegacja dysponuje sprzętami pielgrzymkowymi: krzyżem, towarzyszącymi mu dwoma małymi chorągwiami i feretronem. Cięższe feretrony niosą mężczyźni (feretron z Katedry Oliwskiej waży 108 kg), lżejsze – również kobiety. Osoby te nazywane są obraźnikami/obraźniczkami.
Istnieje ustalony zestaw gestów wykorzystywany przez obraźników. Podstawowym gestem jest znak krzyża i pokłon. Całą resztę grupy wypracowują sobie same. Zataczanie koła według zwyczaju wychwala doskonałość nieskończonego Boga. Natomiast znak krzyża łączy się z gestem błogosławieństwa. Obraźnicy również podrzucają feretrony. Wśród grup pielgrzymujących z rozmaitych miejscowości wykształciły się grupy obraźników przez lata pracujących nad coraz ciekawszym i dynamiczniejszym zestawem machnięć obrazem. 
Ukłony wykonywane są w takt „intrady”. Niekoniecznie są to utwory religijne – obrazy nierzadko „tańczą” w rytm światowych przebojów. Dostrzegalne jest to głównie w Sanktuarium Pasyjno-Maryjnym w Wejherowie, w Sanktuarium MB Królowej Polskiego Morza w Swarzewie, a także u Królowej Kaszub w Sianowie.
Ukłon jest swego rodzaju pokazem sprawności i pomysłowości obraźników. Nagradzany jest oklaskami przez widzów. Istnieje rywalizacja między poszczególnymi zespołami o najlepszy pokaz, a nawet organizowane są mistrzostwa pokłonów.

## Historia
Historia tradycji pokłonów feretronów nie została dotychczas szczegółowo zbadana. Nie wspomina o tym zwyczaju o. Grzegorz Gdański OFM, autor „Kroniki Klasztoru Franciszkanów Ściślejszej Obserwancji w Wejherowie w latach 1633-1676” ani nie pisze o nich autor wydawanego od 1701 roku modlitewnika kalwaryjskiego. Jednak uważa się, że tradycja ta liczy co najmniej 300 lat.
W dniu 15 kwietnia 2024 roku „Pokłony feretronów podczas pielgrzymek na Kalwarię Wejherowską” zostały wpisane na Krajową listę niematerialnego dziedzictwa kulturowego.